# Aulacaspis ferrisi
Aulacaspis ferrisi är en insektsart som beskrevs av Scott 1952. Aulacaspis ferrisi ingår i släktet Aulacaspis och familjen pansarsköldlöss. Inga underarter finns listade i Catalogue of Life.